# Queletia mirabilis
Queletia mirabilis är en svampart som beskrevs av Fr. 1872. Queletia mirabilis ingår i släktet Queletia och familjen Agaricaceae.   Inga underarter finns listade i Catalogue of Life.